# Erik Johan Stagnelius

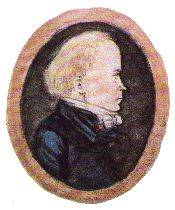
Pintura basada en la silueta que se cree representa el único retrato conocido de Erik Johan Stagnelius (1793-1823).

Erik Johan Stagnelius fue uno de los mayores poetas y dramaturgos suecos del romanticismo. Nació el 14 de octubre de 1793 en Gärdslösa, en la isla de Öland, y murió el 3 de abril de 1823 en Estocolmo. Está enterrado, junto a otros poetas suecos, en el modesto cementerio de la Iglesia de Santa María Magdalena (Maria Magdalena kyrkogård) en Södermalm, el viejo barrio sur de Estocolmo. La influencia de sus creaciones lo coloca junto a otros pilares de la poesía sueca anterior al siglo XX, entre los cuales se incluyen Esaias Tegnér, Carl Michael Bellman, Gustaf Fröding, y Per Daniel Amadeus Atterbom.

## Breve biografía
Stagnelius perteneció a una familia educada, asociada a pastores luteranos. Su padre, Magnus Stagnelius, fue docente de griego, pastor de la congregación de Gärdslösa en Öland, y luego obispo de Kalmar. Su madre, Hedvig Bergstedt, fue la hija del pastor de Österåker en Sörmland (sudeste de Suecia). 
En 1810, la familia se mudó a Kalmar, donde Stagnelius asistió a la escuela secundaria (hoy llamada en su honor ”Stagneliusskolan”). En 1811 ingresó en la Universidad de Lund (sur de Suecia, cerca de Malmö). Sin embargo, concurrió a esta Universidad por solo un año para luego mudarse a Upsala, donde dio su examen de servicio pastoral en 1814. En 1818, lo encontramos a Stagnelius trabajando para el servicio eclesiástico de Estocolmo. Vivió en los peores arrabales del barrio sur capitalino (Södermalm), si bien volvió a visitar sus pagos natales hacia el fin de su vida. El 8 de marzo de 1823 fue arrestado por ebriedad y en menos de un mes caía muerto. Ninguno de sus familiares estuvo presente durante su entierro.
Stagnelius fue un autor típicamente solitario. La evidencia indica que durante esos años no tuvo relación estrecha o personal con el círculo de jóvenes escritores románticos (Románticos de Upsala), si bien era conocido por luminarias como Carl Jonas Love Almqvist y Erik Gustaf Geijer. A falta de otros datos biográficos precisos, la imagen clásica de Stagnelius fue formada por «anécdotas y recuerdos de segunda y tercera mano». Su descripción nos sugiere un hombre física y psíquicamente inestable, feo, frecuentemente ebrio, y que sufre finalmente dependencia del opio que utilizaba para controlar sus habituales dolores.
La visión moderna, sin embargo, toma estas conclusiones con escepticismo, y por el contrario nos sugiere la imagen de un Stagnelius como intelectual y trabajador. Se cree que Stagnelius sufrió del síndrome de Noonan, un desarreglo genético relativamente común que causa malformaciones cardíacas, baja estatura, problemas de aprendizaje, y características faciales y craneales marcadamente deformes (de aquí la muy repetida «fealdad» de Stagnelius).

## Producción poética y dramática
Durante su vida Stagnelius presentó una parte ínfima de su producción poética, entre ellos, el poema Wladimir den store (”Vladimir el Grande”) en 1817, los tres cuadernos Liljor i Saron (Lirios en Saron) en 1821 y una tragedia Bacchanterna eller Fanatismen (Las bacantes o el fanatismo) en 1822, todas ellas publicadas en forma anónima. Probablemente por invitación de su benefactor Nils von Rosenstein, Stagnelius presentó en 1818 su trabajo Sång öfver qvinnan i Norden (Canción sobre la mujer de los países nórdicos) que recibió el segundo premio de la Academia de las Letras (”Svenska Akademien”). La mayor parte de sus trabajos fue publicado en forma póstume, luego de que se encontraran apilados dentro un saco abandonado en su cuarto.
Existe incertidumbre respecto de las fechas en que otros trabajos de Stagnelius fueron escritos. Estos incluyen Riddartornet (La Torre de los Caballeros), Glädjeflickan i Rom (La prostituta de Roma), Albert och Julia (Alberto y Julia), Martyerna (Los mártires), Sigurd ring (El anillo de Sigurd) y Thorsten fiskare (El pescador Thorsten).

## Un poema elegido
En una encuesta informal conducida por el suplemento de Cultura del diario sueco Expressen, sus lectores eligieron los «diez mejores poemas en lengua sueca». Entre estos diez, cuatro fueron poemas de Stagnelius, incluyendo el que fue elegido en primer lugar. Este poema, muy conocido en Suecia se denomina Vän! I förödelsens stund (”¡Amigo! en tiempo desolado”), y dice:
Vän! I förödelsens stund
Vän! I förödelsens stund, när ditt inre af mörker betäckes,
När i ett afgrundsdjup minne och aning förgå,
Tanken famler försagd bland skuggestalter och irrbloss,
Hjertat ej sucka kan, ögat ej gråta förmår;
När från din nattomtöcknade själ eldvingarne falla,
Och du till Intet, med skräck, känner dig sjunka på nytt,
Säg, hvem räddar dig då? — Hvem är den vänlige ängel,
Som åt ditt inre ger ordning och skönhet igen,
Bygger på nytt din störtade verld, uppreser det fallna
Altaret, tändande den flammen med presterlig hand? —
Endast det mägtiga Väsen, som först ur den eviga natten
Kysste Seraphen till lif, solarna väckte till dans.
Endast det heliga Ord, som ropte åt verldarna: "Blifven!" —
Och i hvars lefvande kraft verldarne röras ännu.
Derföre gläds, o vän! och sjung i bedröfvelsens mörker:
Natten är dagens mor, Chaos är granne med Gud.

¡Amigo! en tiempo desolado
Versión en castellano de Omar Pérez Santiago. 
```
   Amigo, en tiempo desolado
```

```
   Amigo, en tiempo desolado, cuando tu alma se cubre de sombras
   Cuando en hondo abismo, mueren memoria y sentido
   La idea vacila entre sombras de formas y delirios,
   El corazón no puede suspirar, y el ojo ya no llora;
   Cuando cubierta de tinieblas tu alma cae en alas de fuego,
   Y tú a la nada, con miedo, sientes bajar de nuevo,
   Dime, ¿quién te salva entonces? ¿Quién es el ángel amable,
   Que tu alma ordena y da belleza otra vez,
   Que construye de nuevo tu mundo derruido, restaura el Altar
   caído, y enciende allí la llama con mano sagrada?
   Sólo la esencia potente, que nace de la eterna noche
   Besa de vida al serafín, despiertan a los soles a la danza.
   Sólo la palabra sagrada, que gritó a los mundos: “Existe”
   Y cuya viva energía a los mundos aún mueve.
   Por eso, alégrate, oh amigo y canta en la oscura pena:
   La noche es la madre del día, el Caos es el vecino de Dios.
```

El último verso del poema ha sido la inspiración para dos obras de teatro de Lars Norén, uno de los dramaturgos contemporáneos suecos más importantes: "Natten är dagens mor" («La noche es la madre del día») y "Chaos är granne med Gud" («Caos es el vecino de Dios»).